# Festa del Cinema di Roma 2016
L'11ª edizione della Festa del Cinema di Roma ha avuto luogo a Roma dal 13 al 23 ottobre 2016 presso l'Auditorium Parco della Musica.
La manifestazione è stata aperta dal film Moonlight di Barry Jenkins. Anche in questa edizione, gestita per il secondo anno da Antonio Monda, non si saranno cerimonie e concorsi, è stato assegnato solamente il Premio del pubblico BNL.
Il Premio BNL del pubblico al miglior film è stato vinto da Captain Fantastic di Matt Ross.

## Selezione ufficiale
- Moonlight, regia di Barry Jenkins (Stati Uniti d'America)
- Il ritratto negato (Powidoki), regia di Andrzej Wajda (Polonia)
- Snowden, regia di Oliver Stone (Stati Uniti d'America)
- Manchester by the Sea, regia di Kenneth Lonergan (Stati Uniti d'America)
- Todo lo demás, regia di Natalia Almada (Messico, Stati Uniti d'America)
- Richard Linklater: Dream Is, regia di Destiny Louis Black e Karen Bernstein (Stati Uniti d'America)
- Sole cuore amore, regia di Daniele Vicari (Italia)
- The Last Laugh, regia di Ferne Pearlstein (Stati Uniti d'America)
- The Birth of a Nation - Il risveglio di un popolo (The Birth of a Nation), regia di Nate Parker (Stati Uniti d'America)
- La principessa e l'aquila (The Eagle Huntress), regia di Otto Bell (Regno Unito, Mongolia, Stati Uniti d'America)
- The Rolling Stones Olé Olé Olé!: A Trip Across Latin America, regia di Paul Dugdale (Regno Unito)
- Tramps, regia di Adam Leon (Stati Uniti d'America)
- 7:19, regia di Jorge Michel Grau (Messico)
- 150 milligrammi (La fille de Brest), regia di Emmanuelle Bercot (Francia)
- Dentro l'inferno (Into the Inferno), regia di Werner Herzog (Regno Unito, Austria)
- La verità negata (Denial), regia di Mick Jackson (Stati Uniti d'America, regno Unito)
- Irréprochable, regia di Sébastien Marnier (Francia)
- Land of the Little People, regia di Yaniv Berman (Israele, Palestina)
- Una, regia di Benedict Andrews (Regno Unito)
- Il segreto (The Secret Scripture), regia di Jim Sheridan (Irlanda)
- Naples '44, regia di Francesco Patierno (Italia)
- The Long Excuse, regia di Miwa Nishikawa (Giappone)
- The Accountant, regia di Gavin O'Connor (Stati Uniti d'America)
- Goldstone, regia di Ivan Sen (Australia)
- Un matrimonio (Noces), regia di Stephan Streker (Belgio, Pakistan, Lussemburgo)
- La caja vacía, regia di Claudia Sainte-Luce (Messico, Francia)
- Maria per Roma, regia di Karen Di Porto (Italia)
- Fritz Lang, regia di Gordian Maugg (Germania)
- Florence (Florence Foster Jenkins), regia di Stephen Frears (Regno Unito)
- Al final del túnel, regia di Rodrigo Grande (Argentina, Spagna)
- Sword Master 3D, regia di Derek Yee (Cina, Hong Kong)
- Immortality, regia di Mehdi Fard Ghaderi (Iran)
- 7 minuti, regia di Michele Placido (Italia)
- La mujer del Animal, regia di Víctor Gaviria (Colombia)
- La última tarde, regia di Joel Calero (Perù, Colombia)
- The Hollars, regia di John Krasinski (Stati Uniti d'America)
- Lion - La strada verso casa (Lion), regia di Garth Davis (Australia, Regno Unito, Stati Uniti d'America)

### Tutti ne parlano
- Hell or High Water, regia di David Mackenzie (Stati Uniti d'America)
- Genius, regia di Michael Grandage (Regno Unito, Stati Uniti d'America)
- Train to Busan (Busanhaeng), regia di Yeon Sang-ho (Corea del Sud)
- La tartaruga rossa (La tortue rouge), regia di Michaël Dudok de Wit (Francia, Giappone)

### In collaborazione con Alice nella città
- Le stagioni di Louise (Louise en hiver), regia di Jean-François Laguionie (Francia, Canada)
- Sing Street, regia di John Carney (Irlanda, Regno Unito, Stati Uniti d'America)
- Captain Fantastic, regia di Matt Ross (Stati Uniti d'America)

### Eventi speciali
- Michael Bublé - Tour Stop 148, regia di Brett Sullivan (Stati Uniti d'America)
- The World of Gilbert & George, regia di Gilbert Proush e George Passmore (Regno Unito)
- I giganti del karaté (Hong quan yu yong chun) o (Shaolin Martial Arts), regia di Chang Cheh (Hong Kong, 1974)
- Il paziente inglese (The English Patient) , regia di Anthony Minghella (Regno Unito, Stati Uniti d'America, 1996)
- Ritmo sbilenco - Un filmino su Elio e le Storie Tese, regia di Mattia Colombo (Italia)
- Spes Contra Spem - Liberi dentro, regia di Ambrogio Crespi (Italia) docufilm